# Saint-Martin-de-Valamas
Saint-Martin-de-Valamas é uma comuna francesa na região administrativa de Auvérnia-Ródano-Alpes, no departamento de Ardèche. Estende-se por uma área de 19,98 km². Em 2010 a comuna tinha 1 140 habitantes (densidade: 57,1 hab./km²).